# Haruka Enomoto
Haruka Enomoto (jap. 榎本 遼香; ur. 14 września 1996 w Utsunomiya) – japońska skoczkini do wody, olimpijka z Tokio 2020 i z Paryża 2024.

## Udział w zawodach międzynarodowych
| Impreza                       | Rok  | Miejsce   | Konkurencja                                  | Wynik  | Wynik   |
| Impreza                       | Rok  | Miejsce   | Konkurencja                                  | Punkty | Miejsce |
| ----------------------------- | ---- | --------- | -------------------------------------------- | ------ | ------- |
| Igrzyska olimpijskie          | 2020 | Tokio     | trampolina 3 m indywidualnie                 | 255.40 | 17.     |
| Igrzyska olimpijskie          | 2020 | Tokio     | trampolina 3 m synchronicznie                | 269.40 | 5.      |
| Igrzyska olimpijskie          | 2024 | Paryż     | trampolina 3 m indywidualnie                 | 244.20 | 18.     |
| Mistrzostwa świata w pływaniu | 2019 | Gwangju   | trampolina 3 m synchronicznie kobiet         | 253.50 | 14.     |
| Mistrzostwa świata w pływaniu | 2022 | Budapeszt | trampolina 3 m indywidualnie                 | 281.05 | 10.     |
| Mistrzostwa świata w pływaniu | 2022 | Budapeszt | trampolina 3 m synchronicznie par mieszanych | 266.46 | 9.      |
| Mistrzostwa świata w pływaniu | 2023 | Fukuoka   | trampolina 3 m indywidualnie kobiet          | 232.80 | 34.     |
| Mistrzostwa świata w pływaniu | 2024 | Doha      | trampolina 3 m indywidualnie kobiet          | 265.20 | 11.     |